# Caudipteryx
Caudipteryx ("coda piumata") è un genere di piccoli (la taglia di un pavone) teropodi vissuti nel Barremiano, all'inizio del Cretaceo (circa 127 milioni di anni fa).
Sono state scoperte due specie appartenenti a questo genere: C. zoui (la specie tipo) e C. dongi, scoperta nel 2000.
I primi fossili di Caudipteryx furono rinvenuti nella provincia cinese di Liaoning nel 1997.

## Aspetto e comportamento

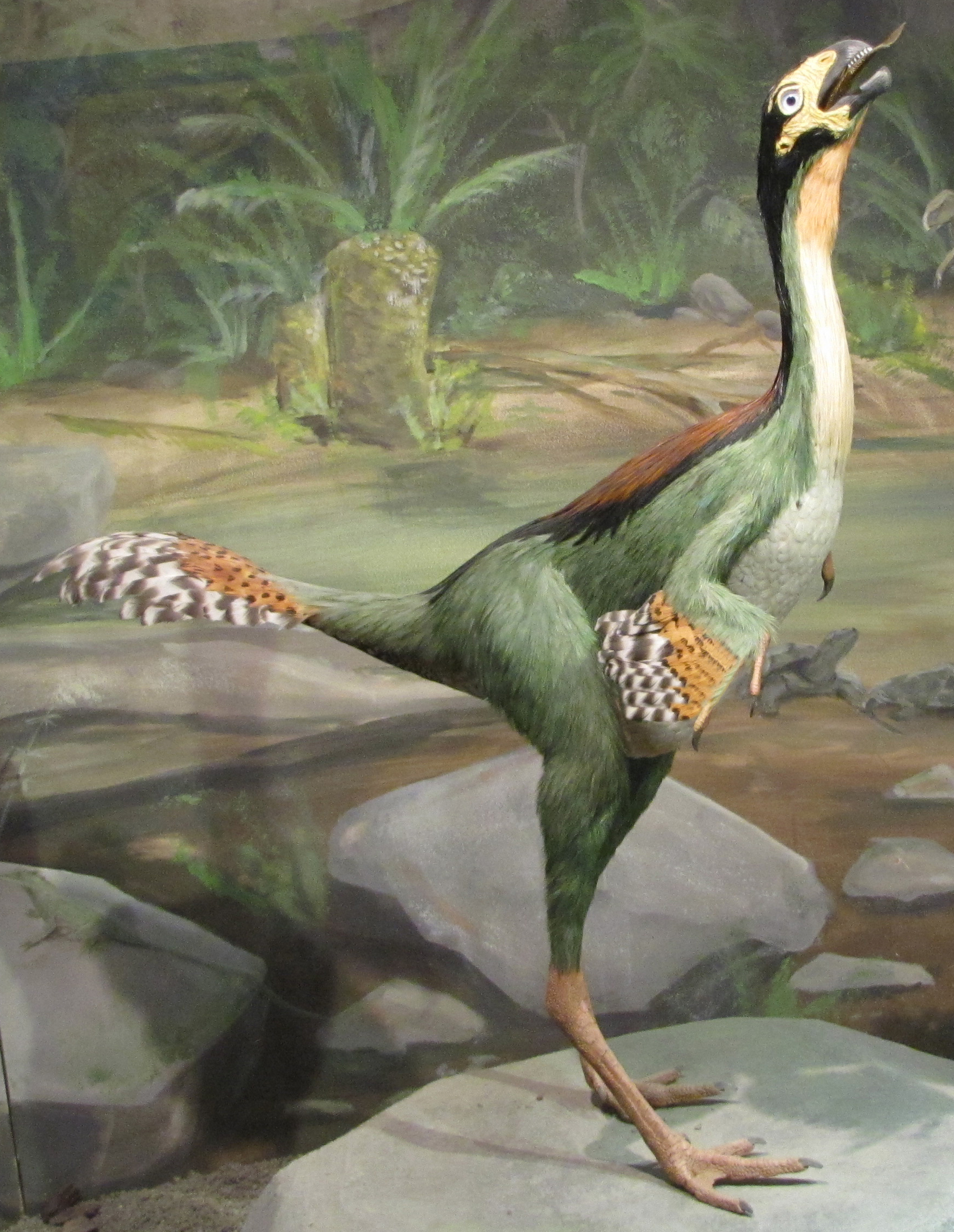
Ricostruzione di Caudipteryx

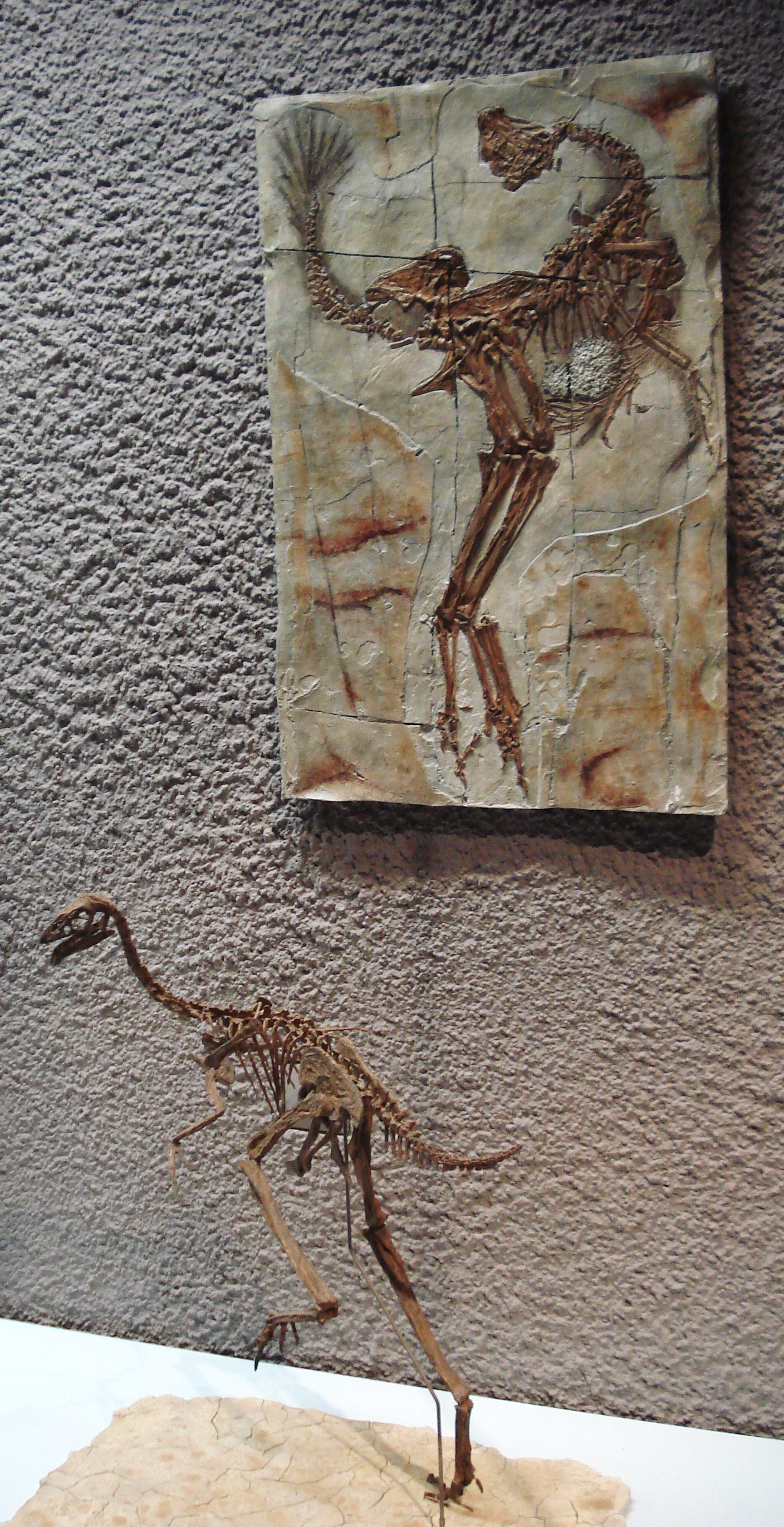
Ricostruzione dello scheletro e calco di un fossile su lastra

Presentavano un cranio tozzo e con pochi denti, tutti posti sulla mascella.
Sulla corta coda e sulle zampe anteriori erano presenti grosse penne; la loro conformazione e la loro simmetricità lascia supporre che i Caudipteryx non fossero in grado di volare. 
Il corpo era ricoperto di piume. 
Questi animali erano probabilmente degli erbivori, o al massimo degli insettivori.

## Posizione filogenetica

Il Caudipteryx confrontato a un umano

Sul piano della cladistica, il genere Caudipteryx è spesso mostrato come strettamente imparentato agli Oviraptoridae. 
Alcuni studiosi vogliono il Caudipteryx come diretto antenato degli uccelli, ma ultimamente si è fatta strada un'ipotesi che vuole i Maniraptora (dei quali il genere fa parte) come gruppo staccato dagli altri dinosauri, ossia come uccelli evolutisi da un antenato non facente parte dei dinosauri (opinione molto controversa, in quanto basata su analisi non rigorose, e che non tiene conto delle svariate sinapomorfie che legano inequivocabilmente i maniraptori al resto dei dinosauri, così come gli uccelli sono legati inequivocabilmente ai maniraptori).
Infatti gli Oviraptosauria hanno di solito code corte, simili a quella dell'uccello primitivo Confuciusornis, e crani diversi da quelli degli altri teropodi, con caratteristiche tipiche degli uccelli (ma entrambi non sono sufficienti per stabilire un legame filogenetico, in quanto caratteri evidentemente acquisiti in maniera indipendente a convergenza adattativa; molto spesso svariati gruppi di dinosauri hanno evoluto un becco sdentato indipendentemente. Al contrario, la comparsa di una struttura complessa come le piume pennacee è imputabile necessariamente ad una relazione monofiletica, in questo caso, come sinapomorfia presente in tutti i Maniraptora). Come sostiene Kenneth Paul Dial, i Caudipteryx superavano agilmente pendii inclinati con movimenti delle ali identici a quelli del volo, che li tenevano saldi al suolo aumentando la trazione delle zampe sul terreno. Se la pendenza fosse cambiata, modificavano l'inclinazione dell'ala proprio come fa un uccello per cambiare la direzione del volo.
Inoltre, nei fossili di Caudipteryx sono stati rinvenuti gastroliti, il che indica una dieta erbivora, a differenza delle abitudini carnivore della maggior parte dei teropodi . Oltre ciò, i denti serrati tipici dei carnivori sono totalmente assenti in questi animali. (Ma di nuovo, elemento non valido per stabilire relazioni filetiche, in quanto diversi teropodi maniraptoriformi, come Ornitomimidi e Terizinosauri avevano abbandonato l'ipercarnivorismo)
Gli studiosi Alan Feduccia e Larry Martin hanno ipotizzato il Caudipteryx come un uccello incapace di volare evolutosi da un antenato in grado di farlo, come ad esempio  Archaeopteryx. L'evoluzione di questo animale a partire da antenati in grado di volare (e non come "anello mancante" fra dinosauri ed uccelli) è supportata anche da alcuni studiosi che ritengono gli uccelli come discendenti diretti dei dinosauri, come Gregory S. Paul ed altri.
Recenti analisi hanno messo in luce la somiglianza fra le zampe posteriori del Caudipteryx e quelle dei moderni Neornithes inadatti al volo, come lo struzzo. Tuttavia, una semplice somiglianza esteriore non è sufficiente per avanzare teorie al riguardo.